# Ceratellopsis queletii
Ceratellopsis queletii är en svampart som först beskrevs av Narcisse Theophile Patouillard, och fick sitt nu gällande namn av Konrad & Maubl. 1937. Ceratellopsis queletii ingår i släktet Ceratellopsis och familjen Gomphaceae.   Inga underarter finns listade i Catalogue of Life.
Arten är uppkallad efter den franske mykologen Lucien Quélet.